# Alfa-pineno
El α-pineno es un compuesto orgánico de la clase de los terpenos. Es uno de los dos isómeros del pineno; el otro es el β-pineno, un alqueno que contiene un anillo estriado de cuatro miembros. Se encuentra en los aceites de muchas especies de coníferas, sobre todo en las especies Pinus y Picea. También se encuentra en el aceite esencial de romero (Rosmarinus officinalis) y en Satureja myrtifolia (también conocida como Zoufa en algunas regiones). Ambos enantiómeros están presentes de forma natural; el (1S,5S)-o (-)-α-pineno es más común en los pinos europeos, mientras que el (1R,5R)-o (+)-α-isómero es más común en Norteamérica. La mezcla racémica de los enantiómeros está presente en algunos aceites esenciales como el aceite de eucalipto y el aceite de cáscara de naranja.

## Reactividad

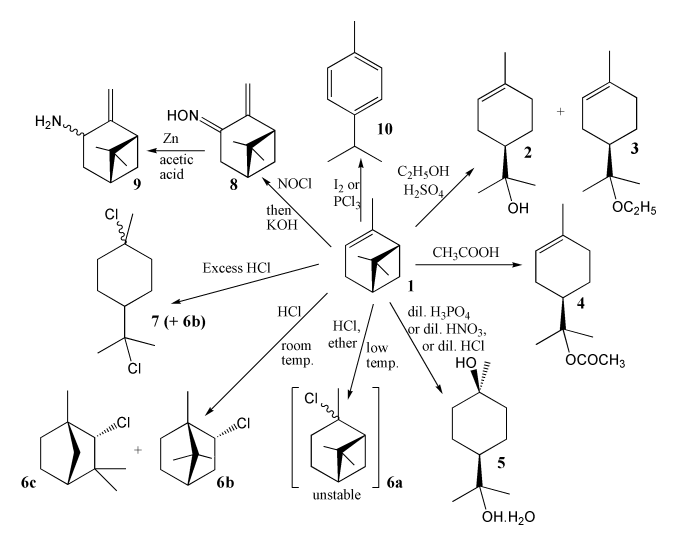
Algunas reacciones generales del alfa-pineno.

Los derivados comercialmente importantes del α-pineno son el linalol, el geraniol, el nerol, el α-terpineol y el canfeno.
El α-pineno 1 muestra una reactividad derivada de la presencia del anillo de cuatro miembros adyacente al alqueno. El compuesto es propenso a reordenamientos esqueléticos como el reordenamiento de Wagner-Meerwein. Los ácidos suelen dar lugar a productos reordenados. Con ácido sulfúrico concentrado y etanol, los principales productos son el terpineol 2 y su éter etílico 3, mientras que el ácido acético glacial da el acetato 4 correspondiente. Con ácidos diluidos, el hidrato de terpina 5 se convierte en el producto principal.

## Papel atmosférico
En la atmósfera el α-pineno  reacciona con el ozono, el radical hidroxilo o el radical NO3, lo que da lugar a especies de baja volatilidad que se condensan parcialmente en los aerosoles existentes, generando así aerosoles orgánicos secundarios. Esto se ha demostrado en numerosos experimentos de laboratorio para los mono- y sesquiterpenos. Los productos del α-pineno que se han identificado explícitamente son el pinonaldehído, el norpinonaldehído, el ácido pínico, el ácido pinónico y el ácido pinálico.

## Usos
El α-pineno es altamente biodisponible, con una absorción pulmonar humana del 60% y un metabolismo o redistribución rápidos.
El α-pineno es antiinflamatorio a través de la PGE1, y es probablemente antimicrobiano. Muestra actividad como inhibidor de la acetilcolinesterasa, ayudando a la memoria. Al igual que el borneol, el verbenol y el pinocarveol, el (-)-α-pineno es un modulador positivo de los receptores GABAA. Actúa en el lugar de unión de las benzodiacepinas.
El α-pineno constituye la base biosintética de los ligandos CB2, como el HU-308.
El α-Pineno es uno de los muchos terpenos y terpenoides que se encuentran en las plantas de cannabis. Estos compuestos también están presentes en niveles significativos en la preparación final de flores de cannabis secas, comúnmente conocida como marihuana. Es ampliamente teorizado por científicos y expertos en cannabis que estos terpenos y terpenoides contribuyen significativamente al «carácter» único o «personalidad» de los efectos únicos de cada variedad de marihuana. El α-Pineno en particular se cree que reduce los déficit de memoria comúnmente reportados como un efecto secundario del consumo de THC. Es probable que demuestre esta actividad debido a su acción como inhibidor de la acetilcolinesterasa, una clase de compuestos que son conocidos por ayudar a la memoria y aumentar el estado de alerta.
El α-Pineno también contribuye significativamente a muchos de los variados, distintos y únicos perfiles de olor de la multitud de cepas, variedades y cultivares de marihuana.